# Дзанатта, Дарио
Дарио Дзанатта (англ. Dario Zanatta; род. 24 мая 1997, Виктория, Британская Колумбия) — канадский футболист, нападающий клуба «Пасифик».

## Клубная карьера
Дзанатта — воспитанник клуба «Ванкувер Уайткэпс». В 2015 году он покинул академию и стал рассматривать варианты продолжения карьеры в Европе. В августе Дарио подписал двухлетний контракт с шотландским «Харт оф Мидлотиан». 31 октября в матче против «Партик Тисл» он дебютировал в шотландском Премьершипе. Летом 2016 года в поисках игровой практики Дзанатта на правах аренды перешёл в «Куинз Парк». 24 сентября в матче против «Странраера» он дебютировал в Первой лиге Шотландии. 5 ноября в поединке против «Странраера» Дарио забил свой первый гол за «Куинз Парк».
Летом 2017 года Дзанатта был отдан в аренду в «Рэйт Роверс». 9 сентября в матче против «Эйр Юнайтед» он дебютировал за новый клуб. 16 сентября в поединке против своего бывшего клуба «Куинз Парк» Дарио забил свой первый гол за «Рэйт Роверс».
В начале 2018 года Дзанатта вернулся в «Хартс». В поединке против «Гамильтон Академикал» он забил свой первый гол за «Харт оф Мидлотиан». Чуть позже Дарио вновь на правах аренды присоединился к «Рэйт Роверс».
В августе 2019 года Дзанатта подписал двухлетний контракт с «Партик Тисл».
21 июля 2020 года Дзанатта перешёл в «Эр Юнайтед», подписав с клубом однолетний контракт.
29 марта 2021 года Дзанатта подписал предварительный контракт с «Рэйт Роверс».
8 декабря 2021 года было объявлено о переходе Дзанатты в «Гамильтон Академикал» за нераскрытую сумму. Игрок подписал двухлетний контракт с клубом.
20 февраля 2024 года Дзанатта подписал контракт с клубом Канадской премьер-лиги «Пасифик» на два года с опцией продления ещё на один год.

## Международная карьера
В 2017 году Дзанатта был включён в заявку молодёжной сборной Канады на участие в молодёжном чемпионате КОНКАКАФ в Коста-Рике. На турнире он сыграл в матче против сборной Гондураса.